# Borte
Borte er en kortfilm fra 1991 instrueret af Vibe Mogensen.

## Handling
En lille film om sorg efter et selvmord.